# 2,4-pentadiynnitril
2,4-pentadiynnitril, cyanobutadiyn of cyanodiacetyleen is een organische verbinding die behoort tot de groep van verbindingen met een of meer drievoudige koolstof-koolstofbindingen en een nitrilgroep, met de algemene formule H-(C≡C)n-C≡N. Voor cyanobutadiyn is n gelijk aan 2.  Strikt genomen zijn de plaatsaanduidingen voor de drievoudige bindingen niet noodzakelijk: het is niet mogelijk de bindingen op een andere manier in de molecule te plaatsen.
Deze verbindingen spelen een belangrijke rol in de astrobiologie en astrochemie. De eenvoudigste verbinding uit de groep, cyanoacetyleen, is waargenomen in de atmosfeer van de grootste maan van Saturnus, Titan, in het interstellair medium en in kometen. De verbinding HC11N (met n = 5) was anno 2005 de zwaarste molecule die in het interstellaire medium was waargenomen.
2,4-pentadiynnitril is ook waargenomen in het interstellair medium en in kometen. Laboratoriumsimulaties voorspellen dat deze stof eveneens in de Titanatmosfeer voorkomt.
In 2005 werd de eerste synthese van 2,4-pentadiynnitril gerapporteerd. De stof werd bekomen met de reactie van 1,3-butadiynyltributylstannaan met p-tolueensulfonylcyanide, waarbij de opbrengst slechts 15% bedroeg. Sporen van de stof werden aangetoond bij de fotolyse van een mengsel van cyanoacetyleen en acetyleen. Het is mogelijk dat dit ook een bron van 2,4-pentadiynnitril is op Titan of in het interstellair medium.